# Natti Natasha
 (avril 2019).
Natti Natasha, née Natalia Gutiérrez Batista le 10 décembre 1986 à Santiago de los Caballeros, en République dominicaine, est une chanteuse et auteure-compositrice dominicaine. En 2017, elle signe chez Pina Records (en) et sort son premier album Iluminatti (en) en février 2019.
Elle fait partie des femmes les plus influentes dans l'univers de la musique latine aux côtés de Karol G et Becky G.

## Biographie

### Enfance
Natalia Alexandra Gutiérrez Batista, née à Santiago de los Caballeros en République dominicaine a commencé la musique très jeune. À l'âge de 7 ans elle prend des cours de chant dans une école d'art à Santiago, qu'elle décrira plus tard comme étant la meilleure période de sa vie.
À l'âge de quatorze ans, Natalia commence à composer et enregistrer ses propres chansons et formera même un groupe avec quelques amis. À 18 ans, elle part s'installer à New York, dans le Bronx, espérant y réussir, c'est là qu'elle rencontrera Don Omar qui lui offrira une place dans son label Orfanato Music Group (en).

### Carrière

#### 2012-2016: Orfando Music Group
Elle sort un premier EP, All About me, en juin 2012, suivis de plusieurs collaborations dont une avec Farruko, Crazy in Love, mais aussi avec Don Omar (dont Dutty Love) et plusieurs autres présentes sur l'album Don Omar Presents MTO²: New Generation.

#### 2017-2019: Pina Records
En 2017, elle signe chez Pina Records (en), un label portoricain créé par Rafael Antonio Pina Nieves en 1996 et le plus prestigieux du milieu du reggaeton, et sa carrière va prendre un nouveau tournant. Avec le très célèbre Daddy Yankee ils sortent une première collaboration Otra Cosa (ils se retrouveront en 2018 pour un duo sur le titre Buena Vida et une participation au remix du titre Dura en collaboration avec Becky G et Bad Bunny), suivis d'un duo avec Ozuna pour le titre Criminal qui se classera directement dans le Top-5 du Billboard Hot Latin Songs et une des vidéos les plus regardées en 2017 sur YouTube. S'ensuivent d'autres collaborations avec des artistes comme Bad Bunny sur Amantes de una Noche ou R.K.M & Ken-Y (du label Pina Records également) sur Tonta.
En avril 2018, elle collabore avec Becky G pour un titre qui connaîtra un énorme succès en Amérique Latine et aux États-Unis, Sin Pijama, qui atterrit directement dans le top du Billboard Hot Latin Songs, certifié platine en moins de trois semaines. Le titre remporte deux prix à la cérémonie des Lo Nuestro dans les catégories « Chanson urbaine de l'année » et « Collaboration de l'année » (la vidéo compte plus d'un milliard de vues en six mois ce qui en fait la chanson d'interprète féminine la plus visionnée de YouTube en 2018)
En 2018, Natti annonce qu'elle prépare son premier album. Un titre, Me gusta, sort rapidement fin 2018 suivi du hit Pa' Mala Yo avant la sortie de l'album illumiNATTI en février 2019, lequel contient également les titres Lamento Tu Perdida, La Mejor Version de Mi et son duo avec la célèbre chanteuse Brésilienne Anitta Te Lo Dije.
Elle a fait ses premiers pas dans la mode en février 2019, en défilant lors de la Fashion Week de New York. Elle pose également pour la marque de prêt-à-porter Forever 21.

### Vie privée
En 2021, elle s'est fiancée à son manager de longue date Raphy Pina, fondateur de Pina Records (en). Le 18 février 2021, elle a annoncé qu'elle était enceinte de l'enfant de Pina. Le 22 mai 2021, elle donne naissance à leur fille, Vida Isabelle Pina Gutiérrez.

## Discographie

### Albums
- 2012 : All About Me
- 2019 : IlumiNATTI
- 2021 :  Nattividad
- 2024 : Nasty Singles
- 2025 : Natti Natasha en Amargue

### Singles
- 2012 : Gone
- 2012 : Cinderella
- 2016 : Otra cosa (avec Daddy Yankee)
- 2017 : Criminal (avec Ozuna)
- 2018 : Amantes de una Noche (avec Bad Bunny)
- 2018 : Tonta (avec R.K.M & Ken-Y)
- 2018 : Sin Pijama (avec Becky G)
- 2018 : No Me Acuerdo (avec Thalía)
- 2018 : Quién sabe
- 2018 : Me Gusta
- 2019 : Pa' Mala Yo
- 2019 : La Mejor Version De Mi
- 2019 : Oh Daddy
- 2019 : La Mejor Versión De Mi (Remix) (featuring Romeo Santos)
- 2019 : Instagram (avec Daddy Yankee, Dimitri Vegas & Like Mike, David Guetta & Afro Bros)
- 2020 : Viene y Va (avec C. Tangana)
- 2020 : Despacio (featuring Nicky Jam, Manuel Turizo & Myke Towers)
- 2020 : Me Estás Matando
- 2020 : Que Mal Te Fue
- 2020 : Que Mal Te Fue Remix, (Avec. Justin Quiles, Miky Woodz)
- 2021 : Antes Que Salga El Sol, (Avec. Prince Royce)
- 2021 : Las Nenas, (Avec. Farina, Cazzu, La Duraca)
- 2024 : Born To Love Ya, (Avec. Sean Paul, Gabry Ponte).
- 2025 : Vendaje.

### Participations
- 2012 : Dutty Love (par Don Omar)
- 2013 : Crazy In Love (par Farruko)
- 2015 : Perdido en tus Ojos (par Don Omar)
- 2016 : Amor De Locos (par Ken-Y)
- 2018 : Dura Remix (par Daddy Yankee, avec également Bad Bunny et Becky G)
- 2018 : Justicia (par Silvestre Dangond)
- 2018 : El Baño (par Enrique Iglesias, avec également Bad Bunny)
- 2018 : Buena Vida (par Daddy Yankee)
- 2019 : No Lo Trates (par Pitbull, avec également Daddy Yankee)
- 2019 : Me Gusta (Remix) (par Farruko)
- 2019 : Runaway (avec Sebastián Yatra, Jonas Brothers et Daddy Yankee)
- 2019 : DJ No Pare Remix, (par Justin Quiles, avec également Farruko, Zion, Dalex et Lenny Tavárez)
- 2019 : Impaciente (Remix) (par Chencho Corleone, avec également Miky Woodz, Wisin et Justin Quiles)
- 2020 : Fantasías Remix (avec Rauw Alejandro, Anuel AA, Farruko , Lunay)
- 2020 : Honey Boo (de CNCO)
- 2020 : Loco Remix (avec Beéle, Farruko, Manuel Turizo).
- 2020 : Te Mueves (avec Natti Natasha).
- 2020 : Ayer Me Llamó Mi Ex Remix (avec Khea, Prince Royce, Lenny Santos).
- 2020 : Diosa Remix (avec Myke Towers, Anuel AA).
- 2021 : NKB (avec Jon Z, Farruko, Natti Natasha, Karol, Becky).
- 2021 : Ram Pam Pam (avec Natti Natasha, Becky G).
- 2021 : Imposible Amor (avec Maluma)
- 2022 : Wow BB (Avec El Afa et Chimbala)
- 2022 : ZONA DEL PERREO (AVEC Daddy Yankee et Becky G)
- 2024 : El Royce, (Dimelo Flow, Sech, Justin Quiles, Lenny Tavárez, Dalex, iZaak).